# 플룸라이드

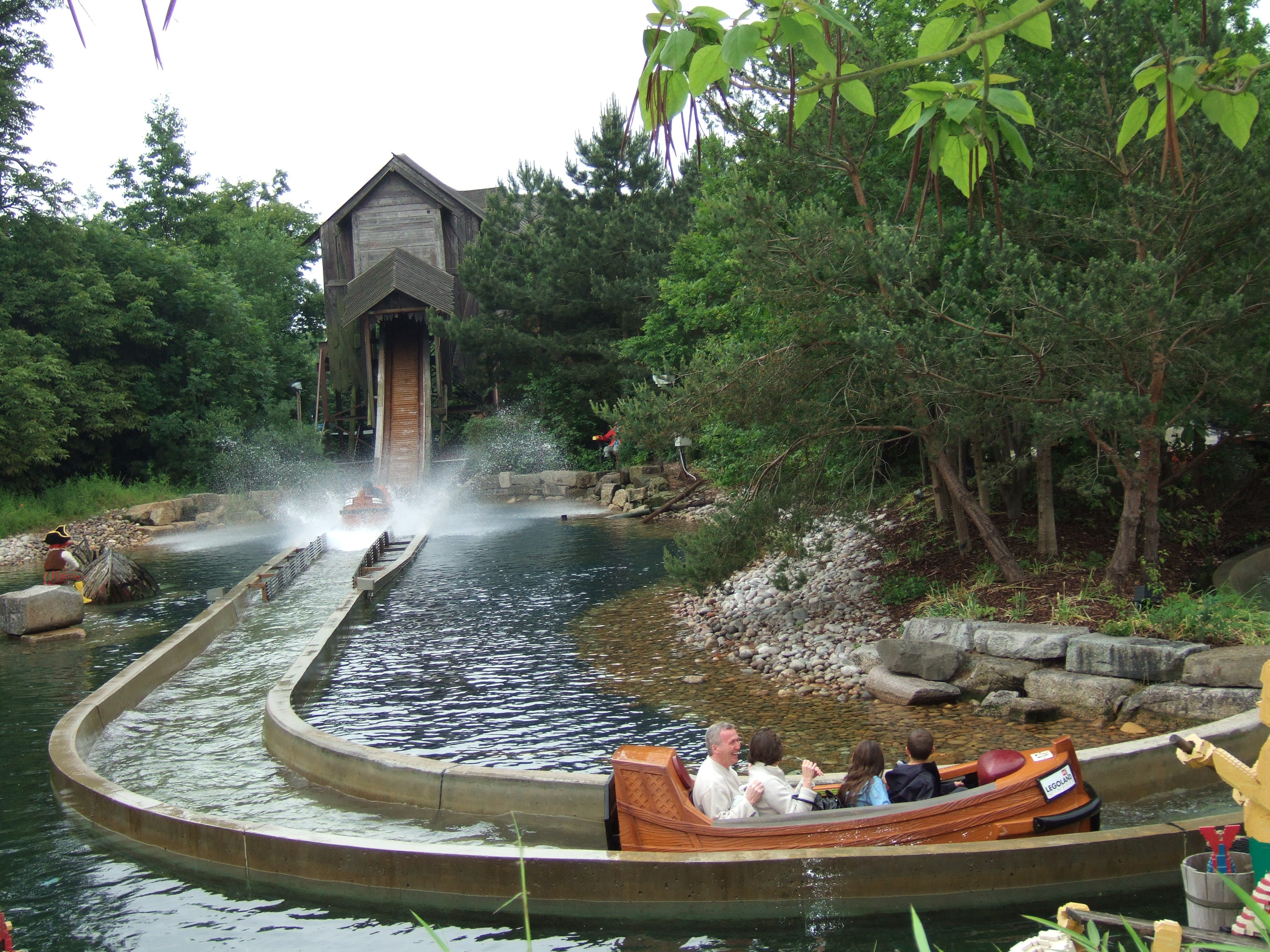
레고랜드 윈저의 파이러트 폴스(Pirate Falls)

플룸라이드(영어: Flume ride)는 놀이기구 중의 한 종류이며, 배 모양의 차량과 높은 낙하구간을 지니고 있다. 이것은 롤러코스터답지 않게 물 위로 가며, 리프트 벨트에 걸리면 잘 올라가게 된다. 그리고 잠시 후에 엄청난 속도로 낙하하게 된다. 세계 최대의 후룸라이드는 미국의 홀리데이 월드 앤 스플래쉰 사파리에 있는 '필그림스 플런지'이다. 실내에 있지 않을 경우 겨울엔 운휴에 들어간다.

## 같이 보기
- 워터 슬라이드
- 썬더폴스
- 플룸라이드 (에버랜드)